# Сандро Мацола
Сандро Мацола (итал. Sandro Mazzola; 8. новембар 1942) бивши је италијански фудбалер.

## Биографија
Син је трагично преминулог Валентина Мацоле, фудбалера и капитена Торина, који је заједно са остатком тима погинуо у авионској несрећи 1949. године.
Сандро Мацола је био један од најбољих играча Интера током 1960-их и 1970-их, а целу каријеру је провео у дресу нероазура. За Интер је дебитовао 10. јуна 1961. у поразу од Јувентуса резултатом 1:9, а једини гол за Интер постигао је из једанаестерца. Тај гол му је тада као тинејџеру дао прилику да заигра у првом тиму Интера, а две године касније је био стандардни првотимац, као један од најважнијих елемената славног тима Хеленија Ерере. 
Мацола је за Интер постигао 116 голова у 417 првенствених мечева, у Купу Италије уписао је 80 утакмица, постигао 24 гола, а на европским теренима одиграо је 67 мечева, постигавши 20 голова. Укупно је постигао 160 голова у 565 утакмица. Са Интером је четири пута освојио 
Скудето (1963, 1965, 1966, 1971), два Купа европских шампиона (1964, 1965) и два Интерконтинентална купа (1964, 1965), а 1965. постао је и најбољи стрелац Серије А.
За репрезентацију Италије је наступио 70 пута и постигао 22 гола. Први меч у дресу са државним грбом одиграо је против Бразила 12. маја 1963. године – тада је имао само 20 година. Учествовао је на три Светска првенства (1966, 1970. и 1974), са Италијом био вицешампион 1970. године у Мексику. Био је члан тима који је на домаћем терену освојио Европско првенство 1968. године.
Мацола је био спортски директор Интера од 1995. до 2003. године. Био је коментатор станице РАИ Спорт, за коју је између осталих извештавао са Светског првенства 1982.

## Успеси

### Клуб
Интер Милано
- Серија А: 1962/63, 1964/65, 1965/66, 1970/71.
- Куп европских шампиона: 1963/64, 1964/65.
- Интерконтинентални куп: 1964, 1965.

### Репрезентација
Италија
- Европско првенство: 1968.
- Светско првенство: финале 1970.

### Индивидуалне награде
- Најбољи стрелац Серије А: 1964/65. (17 голова)[3]
- Најбољи стрелац Купа европских шампиона: 1963/64 (поред Владице Ковачевића из Партизана и Ференца Пушкаша из Реал Мадрида, са седам голова)[4]
- Уврштен у најбољи тим Европског првенства 1968.[5]
- Кућа славних италијанског фудбала: 2014.[6]
- Интерова кућа славних: 2022.[7]